# Karnaklistan
Karnaklistan eller Karnaks Kunglista är en lista över faraoner i det Forntida Egypten från sydvästra delen av Festival Hallen i det stora templet i Karnak.
Den härstammar från Thutmosis III's tid och räknar upp sextio-en faraoner. Endast namnen på fyrtio-åtta kungar kan fortfarande läsas idag, och alla utom ett är skrivna i en kartusch.
Listan är inte komplett men är värdefull eftersom den innehåller flera namn från första och andra mellantiden som inte finns på de flesta andra listor över faraoner.
Listan nedmonterades och skickades till Paris år 1843 av äventyraren Emile Prisse. I dag återfinns den på Louvren, i Paris. 

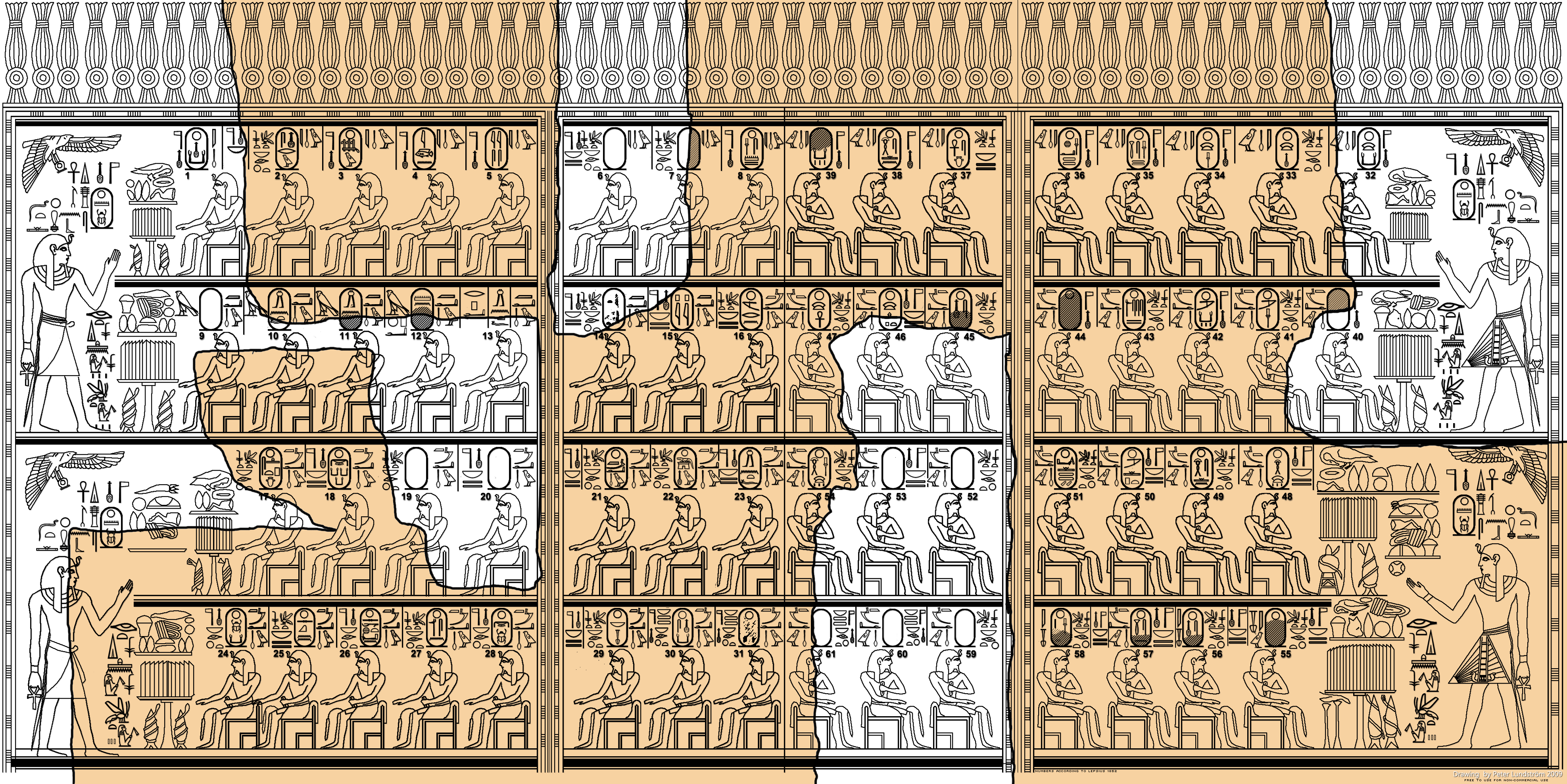
Avteckning av Karnaklistan

## Faraoner i Karnaklistan
Listan innehåller det moderna namnet på faraon, följt av det hieroglyfiska i parentes (om känt).
Listan är delad i två delar och numrerad från sidorna mot mitten.
| Vänster sida                     | Höger sida                               |
| Övre raden Row                   | Övre raden Row                           |
| -------------------------------- | ---------------------------------------- |
| 1. Neferkara                     | 32. Senusret III (Khakare)               |
| 2. Sneferu                       | 33. Sobekhotep IV (Khaneferre)           |
| 3. Sahura                        | 34. Neferhotep I (Khasekhemre)           |
| 4. Neuserra (Ini)                | 35. Sobekhotep III (Sekhemre-sewadjtawy) |
| 5. Djedkara (Isesi)              | 36. Sobekhotep II (Sekhemre-khutawy)     |
| 6. förstörd                      | 37. Amenemhet VI (Seankhibre)            |
| 7. förstörd                      | 38. Nebiriau I (Sewadjenre)              |
| 8. Djehuti (Sekhemre-sementawy)  | 39. ...kau(re)                           |
| Andra raden                      |                                          |
| 9. förstörd                      | 40. förstörd                             |
| 10. Intef                        | 41. Mersekhemre                          |
| 11. In...                        | 42. Sobekhotep VII (Merkaure)            |
| 12. Men...                       | 43. Sobekhotep VIII? (Seusertawy)        |
| 13. Intef                        | 44. ...re                                |
| 14. Teti?                        | 45. Senefer..re                          |
| 15. Pepi I                       | 46. Sobekhotep VI (Khahotepre)           |
| 16. Merenra I                    | 47. Sobekhotep I (Khaankhre)             |
| Tredje raden                     |                                          |
| 17. Amenemhet I (Sehotepibre)    | 48. Wahkhaure                            |
| 18. Amenemhet II (Nebukare)      | 49. Senebmiu (Sewahenre)                 |
| 19. förstörd                     | 50. Sobekhotep V (Merhotepre)            |
| 20. förstörd                     | 51. Wegaf (Khutawire)                    |
| 21. Amenemhet IV (Maakherure)    | 52. förstörd                             |
| 22. Sobekneferu                  | 53. förstörd                             |
| 23. Intef                        | 54. Rahotep (Sekhemre-wahkhau)           |
| Understa raden                   |                                          |
| 24. Senusret I (Kheperkare)      | 55. ...re                                |
| 25. Tao II (Seqenenre)           | 56. Senefer..re                          |
| 26. Tao I (Senakhtenre)          | 57. Sewadj..re                           |
| 27. Bebiankh (Seuserenre)        | 58. Sekhem..re                           |
| 28. Intef VII (Nubkheperre)      | 59. förstörd                             |
| 29. Mentuhotep II (Nebhetepre)   | 60. förstörd                             |
| 30. Mentuhotep III (Seneferkare) | 61. förstörd                             |
| 31. Oläsbar                      |                                          |